# Latrobea
Genre
Latrobea est un genre de plantes à fleurs dicotylédones de la famille des Fabaceae, sous-famille des Faboideae, originaire d'Australie, qui comprend cinq espèces acceptées.
Ce sont des arbrisseaux xérophytes à port éricoïde. Le genre est endémique de l'Australie-Occidentale.

## Étymologie
Le nom générique, « Latrobea », est un hommage à Charles Joseph Latrobe (1801-1875), qui fut lieutenant-gouverneur du Victoria de 1839 à 1854.

## Liste d'espèces
Selon The Plant List (2 novembre 2018) :
- Latrobea brunonis (Benth.) Meissner
- Latrobea diosmifolia (Benth.) Benth.
- Latrobea genistoides (Meissner) Meissner
- Latrobea hirtella (Turcz.) Benth.
- Latrobea tenella (Meissner) Benth.